# Pultenaea villifera
Pultenaea villifera är en ärtväxtart som beskrevs av Dc. Pultenaea villifera ingår i släktet Pultenaea och familjen ärtväxter. IUCN kategoriserar arten globalt som nära hotad.

## Underarter
Arten delas in i följande underarter:
- P. v. glabrescens
- P. v. villifera